# فدراسیون جودو ارمنستان

فدراسیون جودو جمهوری ارمنستان (ارمنی: Հայաստանի ձյուդոյի ֆեդերացիա) که با نام فدراسیون جودو ارمنستان نیز شناخته می‌شود، نهاد تنظیم‌کننده ورزش جودو در ارمنستان می‌باشد که توسط کمیته المپیک ارمنستان اداره می‌شود و مقر آن در شهر ایروان واقع شده است.

## تاریخچه
این فدراسیون در سال 1992 میلادی تأسیس شد و ریاست فعلی آن را وارطان وسکانیان برعهده دارد. این فدراسیون عضو کامل فدراسیون جهانی جودو و اتحادیه اروپایی جودو می‌باشد.
جودوکاران ارمنستانی در مسابقات قهرمانی  در سطوح مختلف اروپایی و بین‌المللی از جمله در قهرمانی جودو جهان و بازی‌های المپیک تابستانی شرکت می‌کنند.